# Acoustic (존 레논의 음반)
《Acoustic》은 존 레논 데모를 편집한 음반으로 스튜디오와 라이브 공연으로 2004년에 발매되었다. 비록 이 음반은 영국에서 차트에 실패했지만, 《Acoustic》은 27,858장의 판매로 미국에서 31위에 올랐고, 존 레논이 1988년 《Imagine: John Lennon》 이후 미국에서 가장 많이 발매된 음반이 되었다.
음반의 전반적인 주제와 함께, 이 책자는 각 트랙의 가사, 기타 코드, 마지막 페이지의 코드 색인을 포함한다.

## 평가
| 전문가 평가    | 전문가 평가 |
| 평가 점수      | 평가 점수   |
| 출처           | 점수        |
| -------------- | ----------- |
| AllMusic       | [ 1 ]       |
| Boston Phoenix | [ 2 ]       |
| The Music Box  | [ 3 ]       |
| Pitchfork      | 7.1/10      |

이 음반은 16곡 중 9곡이 1998년 《John Lennon Anthology》 박스 세트에서 이전에 발매되었고, 나머지 7곡의 녹음은 수년 동안 여러 다른 해적판 CD로 제공되었기 때문에 비평가와 팬들로부터 많은 비판을 받았다.

## 곡 목록
모든 곡들은 특별한 언급이 없는 한 존 레논에 의해 작사/작곡하였다.
| #   | 제목                                 | 작사·작곡       | 재생 시간 |
| --- | ------------------------------------ | --------------- | --------- |
| 1.  | 〈Working Class Hero〉               |                 | 3:58      |
| 2.  | 〈Love〉                             |                 | 2:30      |
| 3.  | 〈Well Well Well〉                   |                 | 1:14      |
| 4.  | 〈Look at Me〉                       |                 | 2:49      |
| 5.  | 〈God〉                              |                 | 2:38      |
| 6.  | 〈My Mummy's Dead〉                  |                 | 1:13      |
| 7.  | 〈Cold Turkey〉                      |                 | 3:26      |
| 8.  | 〈The Luck of the Irish〉            | 레논, 오노 요코 | 3:41      |
| 9.  | 〈John Sinclair〉                    |                 | 3:22      |
| 10. | 〈Woman Is the Nigger of the World〉 | 레논, 오노      | 0:39      |
| 11. | 〈What You Got〉                     |                 | 2:24      |
| 12. | 〈Watching the Wheels〉              |                 | 3:04      |
| 13. | 〈Dear Yoko〉                        |                 | 4:05      |
| 14. | 〈Real Love〉                        |                 | 4:00      |
| 15. | 〈Imagine〉                          | 레논, 오노      | 4:00      |
| 16. | 〈It's Real〉                        |                 | 1:04      |